# Дом Генри Б. Кларка
Дом Генри Брауна Кларка (англ. Henry Brown Clarke House) — дом в неогреческом стиле, ныне дом-музей в Чикаго, штат Иллинойс, США. Построенный около 1836 года, он считается самым старым из существующих домов, построенных в Чикаго. Генри Браун Кларк был уроженцем штата Нью-Йорк, который приехал в Чикаго в 1833 году со своей женой, Кэролайн Палмер Кларк, и своей семьей. Он занимался бизнесом вместе с Уильямом Джонсом и Байрамом Кингом, основав «King, Jones and Company», и поставлял строительные материалы жителям Чикаго. Дом был построен местным подрядчиком, вероятно, Джоном Раем, который позже женился на горничной Кларков — Бетси.
Первоначально построенный на большом участке рядом с Мичиган-авеню и 17-й улицей, он дважды переносился, последний раз в 1977 году на Индиана-авеню и 18-ю улицу, недалеко от своего первоначального местоположения. В середине 20 века о нем заботилась церковь и ее руководитель епископ Форд, который способствовал его сохранению как старейшего дома города. В настоящее время он находится в парке, являясь частью исторического района Прери-авеню в районе Ближнего Саут-Сайда.

## Старейший сохранившийся дом в Чикаго
Дом Кларка, возможно, был построен по образцу дома Уильяма Б. Огдена. Дом Кларка часто называют старейшим из сохранившихся домов в Чикаго, хотя часть дома Нобл-Сеймур-Криппен в районе Норвуд-парк была построена в 1833 году (однако Норвуд-парк был присоединен к Чикаго только в 1893 году). 14 октября 1970 года дом Кларка был признан памятником архитектуры Чикаго. Он был включен в Национальный реестр исторических мест 6 мая 1971 года.
Изначально здание было построено на участке площадью 20,08 акров (8,13 га) рядом с Мичиган-авеню между 16-й и 17-й улицами, в настоящее время оно находится по адресу 1827 S. Indiana, недалеко от своего первоначального местоположения. Решение Кларка строить к югу от реки сделало его первым жителем Чикаго, построившим там дом. Во время паники 1837 года Кларк потерпел серьезные финансовые неудачи и использовал окружающие земли для фермерства и охоты. Эта неудача привела к задержке в завершении строительства южных комнат его дома.

## Дом вдовы Кларк
Кларк умер в 1849 году после того, как заболел холерой. Кэролайн Палмер Кларк прожила до 1860 года, и именно в это время дом был известен как «Дом вдовы Кларк». После смерти мужа Кэролайн Кларк основала «Пристройку Кларка к Чикаго», продав всё, кроме 3 акров (12 000 м²) первоначальной земли, доставшейся вместе с домом. На эти деньги она содержала семью и отремонтировала дом, пристроив к нему замысловатый задний портик с дорическими колоннами, как и оригинальный портик, выходящий на озеро. Новое крыльцо выходило на освещенную газом Мичиган-авеню. В то же время она добавила итальянский купол и украсила столовую и парадную гостиную, которые остались незавершенными со времен финансовых неудач семьи.
В 1871 году Джон Кримс, известный чикагский портной, приобрел дом и перевез его дальше на юг, на 45-ю улицу и Вабаш-авеню, в район Хайд-парка. Во время переезда была обнаружена пачка бумаг, которую Кларк, очевидно, закопал при строительстве дома. В пакете находился меморандум президента Мартина ван Бюрена, в котором Генри Кларк рекомендовался на работу, налоговые квитанции, газеты того времени и заявление, написанное рукой Генри Кларка: «Я, Генри Б. Кларк, являюсь ярым демократом». В 20-м веке здание перешло в руки Церкви Святого Павла Бога во Христе. Будучи пасторатом и общинным залом этой церкви, дом Кларка был рабочим домом епископа Луиса Генри Форда, человека, в честь которого позже была названа автострада Бишоп Форд. Форд много сделал для сохранения и ремонта здания, а также работал над тем, чтобы привлечь внимание города к его истории.

## Ещё одно перемещение
В 1977 году городские власти Чикаго приобрели дом и перевезли его на нынешнее место, что включало в себя подъем всего здания над рельсами метро на линии Энглвуд-Джексон-парк. Это была холодная декабрьская ночь, и гидравлическое оборудование, отвечающее за поддержку дома, замерзло. В течение двух недель дом стоял рядом с железнодорожными путями, пока его не перевезли в его нынешнее местоположение по адресу 1827 S. Indiana.

## Дом-музей Кларка

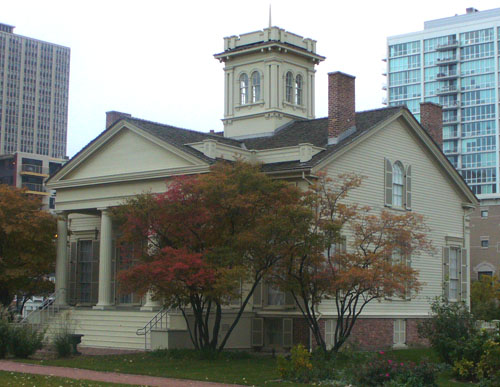
Дом Кларка в наши дни

Дом-музей Кларка управляется Департаментом по делам культуры Чикаго. Экскурсии с гидом проводятся по договоренности с соседним Домом-музеем Глесснера. Дом-музей Кларка аккредитован Американским альянсом музеев.